# دیوید لیندسی-آبیر
دیوید لیندسی-آبیر (انگلیسی: David Lindsay-Abaire) ( زادهٔ ۱۴ نوامبر ۱۹۶۹) یک فیلم‌نامه‌نویس اهل ایالات متحده آمریکا است.